# Tomás Hornos
Tomás Hornos, nacido el 15 de septiembre de 1988 en Argentina, es un regatista estadounidense.
Es el regatista más joven de la historia en haber ganado el Campeonato del mundo de la clase Snipe, que ganó en Matosinhos (Portugal) el día de su decimonoveno cumpleaños en 2007, y también fue el regatista más joven en ser nominado para Regatista del año en Estados Unidos (US Sailing’s Rolex Yachtsman Awards), en 2008.
Después de navegar en Optimist y en Snipe, Tomás se pasó a la clase Star, y en 2010 fue el primer patrón juvenil clasificado en el Campeonato Mundial de Star en Río de Janeiro (Brasil). En 2011 fue tercero en el Campeonato de América del Norte celebrado en Tampa, en 2012 ganó el Campeonato del Hemisferio Occidental en Annapolis, y en 2014 fue segundo en el Campeonato de América del Norte disputado en Oxford (Maryland).
En 2019 ganó el Campeonato de Estados Unidos de la clase Snipe. 